# Ban Chiang Hian
Ban Chiang Hian (Thai: บ้านเชียงเหียน) ist ein archäologischer Fundplatz in der Provinz Maha Sarakham der Nordost-Region von Thailand, dem so genannten Isan.

## Lage und Grabungsgeschichte
Ban Chian Hian bildet eine von einem Graben umgebene Siedlung im Tal des Flusses Mae Nam Chi (Chi-Fluss) wund war 1981 Ziel einer Grabungskampagne von Charles Higham und A. Kijngam. Luftaufnahmen zeigten, dass sowohl die ein etwa 38 ha großes Gebiet umfassenden Gräben als auch ein damit zusammenhängendes Wasserbecken durch einen abgeleiteten Wasserlauf gefüllt wurden. Von den Gräben wurden wiederum Rinnen für die Bewässerung von Reisfeldern abgeleitet.

## Funde
In der Mitte des Gebiets wurde eine bis in sechs Meter Tiefe reichende archäologisch interessante Schichtung ausgegraben. In den untersten Schichten aus dem späten 2. Jahrtausend v. Chr. fand man Keramiken mit Malereien „red-on-buff“. In dieser Lage fand man auch Gräber mit Muschel- und Steinschmuck. Nach einer Pause in der Keramikverarbeitung zeigen sich um etwa 500 v. Chr. Zeugnisse der Eisenverarbeitung und der Haltung von Wasserbüffeln.
Fundplätze dieser Art sind in den Tälern des Mae Nam Mun (Mun-Fluss) und weniger häufig des Mae Nam Chi vorhanden. Sie werden gewöhnlich als Beweis für die Entwicklung lokaler Fürstentümer angesehen.